# Willibrord Lay
Willibrord Lay OSB (* 8. September 1878 in Pünderich; † 1950) war ein deutscher römisch-katholischer Ordensgeistlicher und Apostolischer Präfekt von Lindi in Deutsch-Ostafrika.

## Leben
Willibrord Lay besuchte die Schule in Trier und später das Missionsseminar in St. Ottilien sowie das Gymnasium in Dillingen. Nachdem Lay dort 1901 das Abitur erlangt hatte, trat er der Ordensgemeinschaft der Benediktiner in St. Ottilien bei und absolvierte das Noviziat. Anschließend studierte er Philosophie am Hausstudium der Abtei St. Ottilien und Katholische Theologie in München. Am 19. Oktober 1905 empfing Lay das Sakrament der Priesterweihe.
Lay war zunächst als Präfekt am Missionsseminar in St. Ottilien tätig. Im Oktober 1907 wurde Willibrord Lay als Missionar nach Deutsch-Ostafrika entsandt, wo er zuerst in Daressalam wirkte und ab 1909 in Namupa. Am 25. November 1913 bestellte ihn Papst Pius X. zum ersten Apostolischen Präfekten von Lindi. 1922 trat Lay von diesem Amt zurück. Später war er verantwortlich für den Aufbau der venezolanischen Missionsprokur der Benediktinerkongregation von St. Ottilien.